# Bundesstraße 291
Die Bundesstraße 291 (Abkürzung: B 291) ist eine Bundesstraße in Baden-Württemberg. Sie beginnt an der Autobahnanschlussstelle Schwetzingen/Hockenheim an der A 6 als unmittelbare Verlängerung der B 39 und führt zunächst in nördlicher Richtung. Am südwestlichen Ortseingang von Schwetzingen zweigt sie nach Südosten ab, Die Straße führt dann westlich des Schwetzinger Stadtteiles Schälzig sowie an Oftersheim vorbei und verläuft dann zweistreifig in nahezu  gerader Strecke durch den Hardtwald, bis sie auf die von Sandhausen heranführende Westumgehung Walldorfs trifft. Dieser folgt sie dann bis zur A 5 an der Anschlussstelle Walldorf/Wiesloch. Der Straßenabschnitt durch den Hardtwald ist bei Zweiradfahrern sehr beliebt, da er über einen breiten, separaten Radweg verfügt.

## Geschichte
Vor den Ausbaumaßnahmen im Zuge der Eisenbahn-Schnellfahrstrecke Mannheim–Stuttgart hatte die B 291 jedoch ihren nördlichen Ausgangspunkt in Schwetzingen am Bismarckplatz. Sie führte nach Oftersheim, querte dort an einem beschrankten Bahnübergang die Bahnstrecke Mannheim–Rastatt. Als Mannheimer Straße verlief die Bundesstraße zur Kreuzung mit der Heidelberger Straße und knickte dann in Richtung Hardtwaldsiedlung ab.
Vor dem Bau der Westumfahrung Walldorfs endete die B 291 nicht an der A 5, sondern führte durch Walldorf hindurch zur Kreuzung mit der inzwischen in diesem Bereich nicht mehr bestehenden B 39.
Im Rahmen der Abstufung der B 36 im Raum Schwetzingen Ende 2009 wurde das Reststück der B 36 von der Anschlussstelle Schwetzingen/Hockenheim bis zum südlichen Stadteingang mit einer Länge von etwa zwei Kilometern der B 291 zugeschlagen.